# シアトルダンサー
シアトルダンサー（Seattle Dancer、1984年 - 2007年）とは、アメリカ合衆国で生まれた競走馬である。ヨーロッパで競走生活を送り、アメリカ、日本、ドイツなどで種牡馬として供用された。半兄にシアトルスルー、ロモンドらがいる。仔馬時代の1985年7月にキーンランド・イヤリングセールで当時の世界記録となる1310万ドルで落札された。日本では、シアトルダンサーという同名馬がいたことによりシアトルダンサーII（セカンドorツー）と表記されている。

## 競走馬時代
1987年、ダービートライアルステークス（愛G2）とガリニュールステークス(愛G2)の2つの重賞を制し、パリ大賞で2着となるなど通算5戦2勝という成績を残した。競走馬として失敗というわけではなかったが、購入価格に見合う成績ではなかった。

## 種牡馬時代
1988年からアメリカで供用された。1997年には日本に輸入され、2003年からはドイツで供用されたが、2007年6月2日に牧場で心臓発作のため死亡した。

### おもな産駒
- Seattle Rhyme（1991年レーシングポストトロフィー）
- Dance the Day Away（1992年WATCオーストラリアンダービー）
- Pike Place Dancer（1996年ケンタッキーオークス）
- タイキフォーチュン（1996年毎日杯、NHKマイルカップ）
- エイシンガイモン（1996年・1997年関屋記念、1999年セントウルステークス）
- Caffe Latte（2000年ラモナハンデキャップ）

## 血統表
| シアトルダンサーの血統（ニジンスキー系／Striking・Busher 4×4=12.50%、Nearco 4×5=9.38%） | シアトルダンサーの血統（ニジンスキー系／Striking・Busher 4×4=12.50%、Nearco 4×5=9.38%） | シアトルダンサーの血統（ニジンスキー系／Striking・Busher 4×4=12.50%、Nearco 4×5=9.38%） | （血統表の出典）       | （血統表の出典） |
| 父 Nijinsky 1967 鹿毛                                                                   | 父の父Northern Dancer 1961 鹿毛                                                         | Nearctic                                                                                | Nearco                 | Nearco           |
| 父 Nijinsky 1967 鹿毛                                                                   | 父の父Northern Dancer 1961 鹿毛                                                         | Nearctic                                                                                | Lady Angela            |                  |
| 父 Nijinsky 1967 鹿毛                                                                   | 父の父Northern Dancer 1961 鹿毛                                                         | Natalma                                                                                 | Native Dancer          | Native Dancer    |
| 父 Nijinsky 1967 鹿毛                                                                   | 父の父Northern Dancer 1961 鹿毛                                                         | Natalma                                                                                 | Almahmoud              |                  |
| 父 Nijinsky 1967 鹿毛                                                                   | 父の母Flaming Page 1959 鹿毛                                                            | Bull Page                                                                               | Bull Lea               | Bull Lea         |
| 父 Nijinsky 1967 鹿毛                                                                   | 父の母Flaming Page 1959 鹿毛                                                            | Bull Page                                                                               | Our Page               |                  |
| 父 Nijinsky 1967 鹿毛                                                                   | 父の母Flaming Page 1959 鹿毛                                                            | Flaring Top                                                                             | Menow                  | Menow            |
| 父 Nijinsky 1967 鹿毛                                                                   | 父の母Flaming Page 1959 鹿毛                                                            | Flaring Top                                                                             | Flaming Top            |                  |
| 母 My Charmer 1969 鹿毛                                                                 | 母の父Poker 1963 鹿毛                                                                   | Round Table                                                                             | Princequillo           | Princequillo     |
| 母 My Charmer 1969 鹿毛                                                                 | 母の父Poker 1963 鹿毛                                                                   | Round Table                                                                             | Knight's Daughter      |                  |
| 母 My Charmer 1969 鹿毛                                                                 | 母の父Poker 1963 鹿毛                                                                   | Glamour                                                                                 | Nasrullah              | Nasrullah        |
| 母 My Charmer 1969 鹿毛                                                                 | 母の父Poker 1963 鹿毛                                                                   | Glamour                                                                                 | Striking               |                  |
| 母 My Charmer 1969 鹿毛                                                                 | 母の母Fair Charmer 1959 栗毛                                                            | Jet Action                                                                              | Jet Pilot              | Jet Pilot        |
| 母 My Charmer 1969 鹿毛                                                                 | 母の母Fair Charmer 1959 栗毛                                                            | Jet Action                                                                              | Busher                 |                  |
| 母 My Charmer 1969 鹿毛                                                                 | 母の母Fair Charmer 1959 栗毛                                                            | Myrtle Charm                                                                            | Alsab                  | Alsab            |
| 母 My Charmer 1969 鹿毛                                                                 | 母の母Fair Charmer 1959 栗毛                                                            | Myrtle Charm                                                                            | Crepe Myrtle F-No.13-c |                  |